# Ledenbergia
Ledenbergia é um género botânico pertencente à família Phytolaccaceae.

## Espécies
- Ledenbergia macrantha
- Ledenbergia peruviana
- Ledenbergia rosea-aenea
- Ledenbergia roseo-aenea
- Ledenbergia roseoaenea
- Ledenbergia seguierioides

1. ↑  «Ledenbergia — World Flora Online». www.worldfloraonline.org. Consultado em 19 de agosto de 2020